# The X tour
The X tour is een livealbum van Spock's Beard.
Het album verscheen als registratie van de optredens die deze Amerikaanse muziekgroep gaf naar aanleiding van het uitbrengen van hun studioalbum X. De opnamen werden gemaakt tijdens het concert dat de band gaf op 12 september 2010 in Downey (Californië), Downey Civic Theatre. Het studioalbum werd destijds binnen de niche progressieve rock omschreven als een van de beste die de band gemaakt had, over dit album waren de meningen meer verdeeld. Het meestvoorkomende commentaar was dat het "het zoveelste livealbum" in korte tijd was. Anderen zagen er de laatste kans in om bandlid Nick d'Virgilio samen met Spock's Beard te horen spelen. Hij had al voor het album aangekondigd te vertrekken.

## Musici
- Ncik d'Virgilio – zang, gitaar, slagwerk, toetsinstrumenten
- Alan Morse –gitaar, zang
- Dave Meros – basgitaar, toetsinstrumenten, zang
- Ryo Okumoto - toetsinstrumenten, zang
- Jimmy Keegan – drums (tevens de nieuwe drummer)
- Stan Ausmus – gitaar op Man behind the curtain

| Nr. | Titel                                                        | Duur  |
| --- | ------------------------------------------------------------ | ----- |
| 1.  | Edge of the in-between (Meross, John Boegehold)              | 10:51 |
| 2.  | The emperor’s clothes (Alan Morse, Neal Morse, Layy Kutcher) | 6:16  |
| 3.  | From the darkness (d’Virgilio)                               | 17:06 |
| 4.  | The quiet house (Meross, Boegehold)                          | 9:05  |
| 5.  | The man behind the curtain (Alan Morse, Ausmus)              | 8:13  |
| 6.  | Kamikaze (Okumoto)                                           | 6:49  |
| 7.  | Jaws of heaven (Meross, Boegehold)                           | 17:14 |

| Nr. | Titel                                                        | Duur  |
| --- | ------------------------------------------------------------ | ----- |
| 1.  | Drum duel (d'Virgilio, Keegan)                               | 4:25  |
| 2.  | On a perfect day (Alan Morse, d'Virgilio, Ausmus, Boegehold) | 7:39  |
| 3.  | Thoughts (Neal Morse)                                        | 7:32  |
| 4.  | Ryo’s solo (Okumoto)                                         | 5:21  |
| 5.  | The doorway (Neal Morse)                                     | 10:50 |
| 6.  | June (Neal Morse)                                            | 6:41  |